# Тримикс
Тримикс (trimix) е газ за дишане, обикновено използван в екстремната фаза на водолазни дейности на голяма дълбочина и техническо гмуркане. Сместа се състои от кислород, хелий и азот в различни пропорции, зависещи от дълбочината на гмуркането.
Основната причина за добавяне на хелий към сместа е да се намалят пропорциите на азот и кислород, под тези на въздуха, което да позволи безопасното дишане дълбоко под водата. Намаляването на съдържанието на азот е необходимо, за да се избегне азотната наркоза и други психологически ефекти от дишането на дълбоко. Намаляването на съдържанието на кислород позволява да се достигне по-голяма дълбочина и времетраене на гмуркането. Също така, азотът в тримикса може да предотврати нервния синдром на високото налягане, който се получава при дишане на дълбочина под 130 метра.
Според възприетата конвенция, сместа се кръщава с процентните отношения на кислорода и хелия, а понякога към тях се прибавя допълващият ги до 100% процент на азота. Например, сместа наречена "тримикс 10/70" съдържа 10% кислород, 70% хелий и 20% азот и е подходяща при гмуркания на 100 метра дълбочина.